# Franz Karmasin
Franz Karmasin, někdy též Karmazin nebo František Karmasin (2. září 1901 Olomouc – 25. června 1970 Steinebach am Wörthsee) byl československý politik německé národnosti působící na Slovensku, meziválečný poslanec Národního shromáždění, předseda Karpatoněmecké strany (od poloviny 30. letech sesterské strany Heinleinovy SdP na Slovensku). Za tzv. slovenského štátu státní tajemník předsednictva slovenské vlády a poslanec slovenského sněmu; stoupenec nacistické ideologie a rasových zákonů.

## Biografie
Vychodil obecnou školu a německé gymnázium v Olomouci a pak vystudoval dále vysokou zemědělskou školu v Děčíně-Libverdě. Získal titul zemědělského inženýra. V roce 1923 nastoupil na vojenskou službu v Československé armádě, ze které byl propuštěn do zálohy jako desátník v roce 1925. Po návratu působil krátce jako zemědělský praktikant v obci Velemyšleves u Žatce a poté v Zábřehu na Moravě. Poté pracoval devět měsíců na pile Heinze Ruthy, čelného funkcionáře pozdější Henleinovy strany. Od roku 1927 do roku 1945 žil a politicky se angažoval na Slovensku. Podle jiného zdroje přišel na Slovensko roku 1926.
Již od gymnaziálních let byl aktivní v německém národním hnutí, počínaje hnutím mládeže Wandervogel. V roce 1927 přijal místo placeného tajemníka Spišské německé strany v Gelnici a po dvou měsících přešel jako placený tajemník do DKV (Deutsche Kulturverband) pro Spiš v Kežmarku. V témže roce založil vyhraněně nacionalistickou Karpatoněmeckou stranu (KdP), jejímž předsedou byl v letech 1928–1938. Od roku 1935 byla formálně Karpatoněmecká strana sesterskou organizací Sudetoněmecké strany Konrada Henleina.

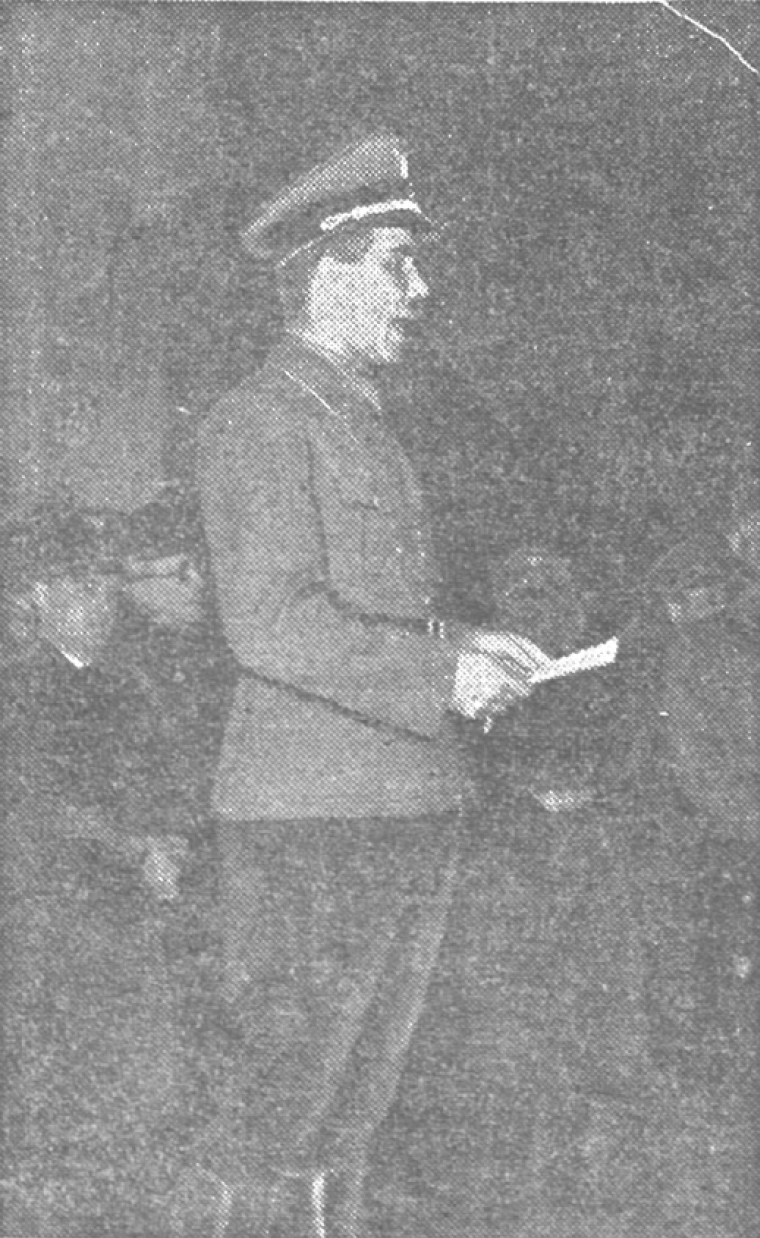
Franz Karmasin hovoří k 51. narozeninám Adolfa Hitlera v Bratislavě

V parlamentních volbách v roce 1935 získal poslanecké křeslo v Národním shromáždění. Poslancem byl do zrušení parlamentu roku 1939.
V roce 1938 byla činnost Karpatoněmecké strany zastavena a Karmasin proto založil novou Německou stranu (Deutsche Partei, DP). 8. října 1938 povolila nově ustavená autonomní slovenská vláda karpatským Němcům přihlášení se k národnímu socialismu a přislíbila jim samosprávu. 10. října 1938 vznikl Německý sekretariát. Součástí strany byly polovojenské oddíly Freiwillige Schutzstaffel, spolupracující s Waffen SS, které vykonávaly různé protižidovské a další akce a z nichž se rekrutovali i někteří členové SS z koncentračních táborů.
V prosinci 1938 byl Karmasin zvolen do slovenského sněmu. Během tzv. slovenského štátu byla Německá strana jedinou povolenou politickou stranou německé menšiny na Slovensku, se značným vlivem na řízení státních záležitostí. Karmasin byl už 10. října 1938 (ještě za existence druhé československé republiky) postaven do čela Německého státního sekretariátu jako státní tajemník pro německou menšinu, s titulem vůdce německé národní skupiny. Intenzivně spolupracoval s nacistickým Německem, vyvíjel tlak na účast slovenských Němců v SS na základě smlouvy s Německem z roku 1944 a organizoval jednotky v boji proti partyzánům a SNP.
Po obsazení Bratislavy vojsky SSSR uprchl do Rakouska a poté žil pod jménem Franz Dibak v SRN, později se aktivizoval v Sudetoněmecké radě a dalších organizacích. V Bratislavě byl roku 1948 v nepřítomnosti odsouzen k trestu smrti, který nikdy nebyl vykonán i přes značné aktivity Československa vedených zájmem o jeho vydání do ČSR. Žádost ČSR o jeho vydání byla 7. ledna 1966 odmítnuta ministerstvem zahraničí SRN s odvoláním na extradiční zákon, který zakazuje vydávat vlastní občany.
S manželkou Marií roz. Weisserovou (*1906) měl šest dětí: Helga (*1927), Fritz (*1930), Hans (*1935), Ernst (*1935), Herst (*1941) a Hilde (*1943).